# El Malah (distrito)
El Malah é um distrito localizado na província de Aïn Témouchent, no noroeste da Argélia. Em 2010, sua população era de 45 647 habitantes. Foi nomeado após sua capital, El Malah.

## Municípios
O distrito está dividido em quatro municípios:
- El Malah
- Ouled Kihal
- Terga
- Chaabet El Ham